# Esbjörn Ulfsäter
Esbjörn Villhard Ulfsäter, född 8 april 1908 i Göteborgs Kristine församling, död 6 januari 1996, var en svensk företagsledare. Han var son till lagerföreståndaren Erik Andersson och Hulda, ogift Höglund, samt farbror till Björn Ulvaeus.
Några år efter studentexamen 1927 blev han 1932 disponent för Westerviks Pappersbruks AB och befordrades till företagets verkställande direktör 1933. Han var riddare av Vasaorden. Ulfsäter flyttade på 1970-talet till Monaco. 
Han var från 1938 gift med Ulla Essén (1915–2011), dotter till stadsarkitekten Arre Essén och Ingrid Bratt. De fick barnen Susanne Ulfsäter 1939, Agneta Ulfsäter-Troell 1941, Joen Ulfsäter 1944 (far till Richard Ulfsäter) samt Beata Ulfsäter 1947.
Han är begravd på Västerviks nya kyrkogård.